# Bloqueo del Callao

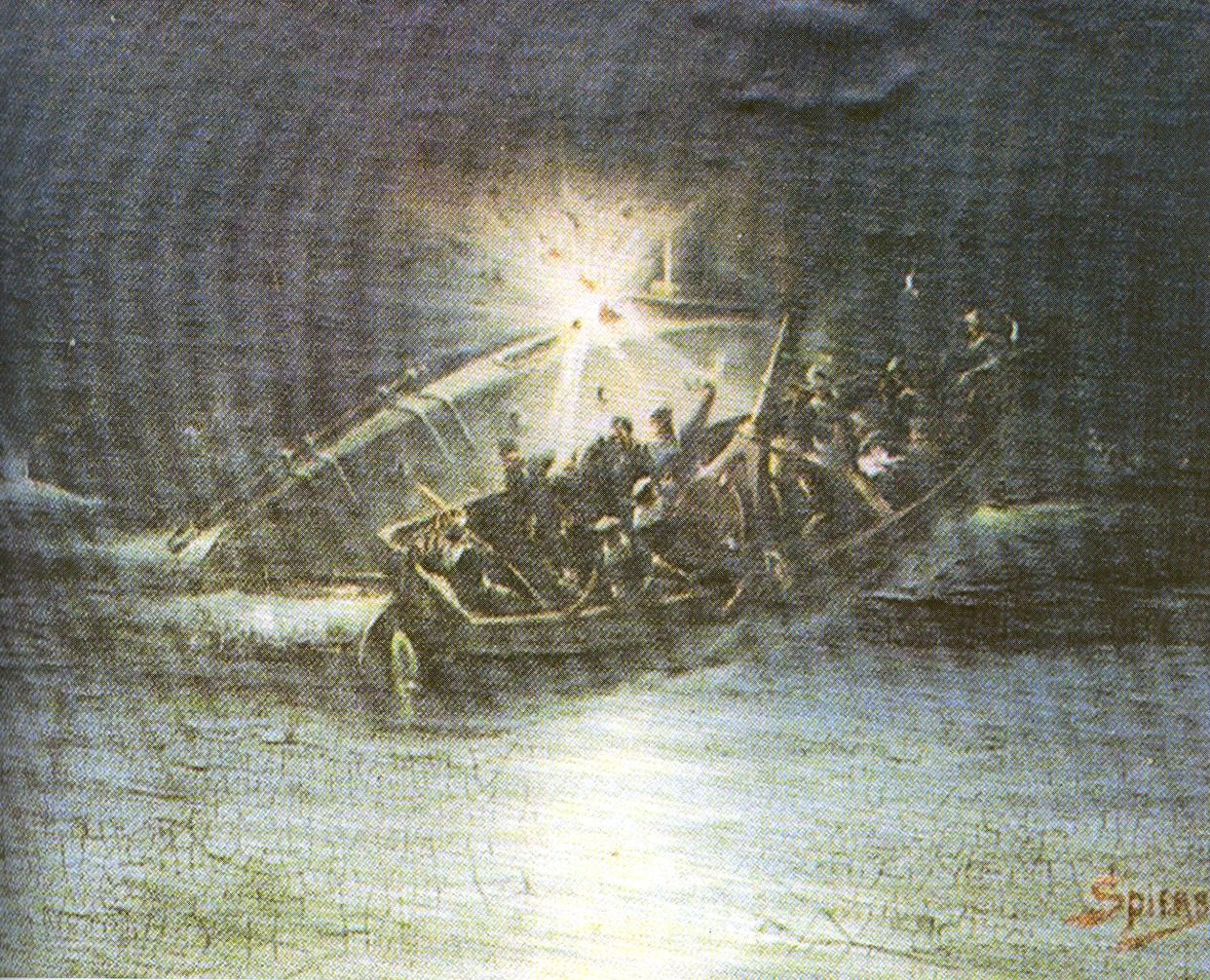
Combate nocturno del 25 de mayo por Guillermo Spiers

El bloqueo del Callao fue una operación bélica que se dio durante la Guerra del Pacífico y que consistió en que la escuadra chilena impidió el ingreso de buques al  puerto del Callao y las caletas vecinas entre el 10 de abril de 1880 y el 17 de enero de 1881.

## Antecedentes
Después del Combate Naval de Angamos del 8 de octubre de 1879 durante la Campaña naval de la Guerra del Pacífico, al Perú le quedaron solo pequeñas unidades que no estaban en condiciones de enfrentar con éxito a los blindados chilenos. 
Tras la doble ruptura del bloqueo de Arica, el 18 de marzo de 1880, el gobierno de Chile ordenó al Comandante en Jefe de la Escuadra, contraalmirante Galvarino Riveros, el bloqueo del Callao. El 10 de abril de 1880 la escuadra chilena inició el bloqueo del puerto del Callao con la finalidad de impedir que cargamentos de armas lleguen para el ejército peruano y anular el comercio exterior del Perú, realizado mayormente por el Callao.
Según Diego Barros Arana (Tomo II, págs. 53-54) la plaza estaba defendida por las siguientes baterías de costa:
1. La Punta, batería con 2 cañones Dahlgreen de a 1000 lbs.
2. Maipú, fuerte armado con seis cañones Armstrong de ánima lisa de 32 lbs.
3. Merced, torre blindada giratoria, dos cañones Armstrong rayados de a 300 lbs.
4. Zepita, fuerte armado con seis cañones Armstrong de ánima lisa de a 32 lbs.
5. Santa Rosa, batería con dos cañones Blakely de a 500 lbs.
6. Provisional, fuerte armado con diez cañones Armstrong, de ánima lisa de a 32 lbs.
7. Abtao, fuerte armado con ocho cañones de ánima lisa de a 32 lbs.
8. Manco Capac, torreón armado con cuatro cañones Vavasseur de a 300 lbs.
9. Independencia, torre armada con dos cañones Blakeley de a 500 lbs.
10. Independencia, fuerte, con tres cañones Blakeley de a 500 lbs.
11. Ayacucho, batería con dos cañones Blakeley de a 500 lbs.
12. Pichincha, fuerte con cuatro cañones Blakeley de a 500 lbs.
13. Junín, torre blindada con dos cañones Armstrong de a 500 lbs.

Además se encontraban en el puerto los buques de guerra: corbetaUnión, los transportes artillados Oroya, Rímac y el monitor fluvial blindado Atahualpa.

## Inicio del bloqueo
A las 7:30 a. m. del 6 de abril de 1880, zarpó la escuadra chilena de Pacocha, compuesta por los blindados Blanco Encalada y Huáscar, la cañonera Pilcomayo, los transportes Angamos y Matías Cousiño y las lanchas torpederas Janequeo y Guacolda. En el Blanco Encalada estaba el contraalmirante Riveros. La misión no era solo el bloqueo del Callao, sino también torpedear a la corbeta peruana Unión aprovechando la oscuridad.
El 9 de abril, la escuadra llegó a la altura del Callao, pero en altamar para no ser vistos. Las lanchas torpederas Janequeo y Guacolda navegaron hacia la bahía del Callao, escoltados por el monitor Huáscar, para torpedear a la corbeta Unión. Durante la navegación, la Guacolda tuvo problemas en sus máquinas y quedó rezagado. El Huáscar y la Janequeo continuaron su travesía, pero perdieron rumbo y al amanecer estaban a 10 millas al norte del Callao.
La Guacolda, al mando del teniente 1° Luis A. Goñi continuó sin el apoyo de los otros buques y a las 5 a. m. chocó un bote de pescadores, hundiéndolo y perdiendo uno de los torpedos de botalón. Goñi recogió a los náufragos, que le indicaron donde estaba fondeada la corbeta Unión. Entonces Goñi navegó directamente contra la Unión, pero a 10 metros el torpedo de botalón explotó al chocar con una red antitorpedos que rodeaba a la Unión. Cuando se escuchó la explosión, los marineros peruanos de la Unión abrieron fuego de rifle y ametralladora contra la Guacolda, que se retiró rápidamente. 
El 10 de abril se apareció toda la escuadra chilena frente al Callao y el contraalmirante Riveros comunicó el bloqueo del puerto, dando un plazo de 10 días para que los neutrales retiraran sus bienes.

## Bombardeo del 22 de abril
El contraalmirante Galvarino Riveros decidió efectuar un reconocimiento de las defensas del Callao, para lo que ordenó un bombardeo.
El 22 de abril de 1880 a la 1:30 p. m., el blindado Huáscar, la cañonera Pilcomayo y el transporte artillado Angamos rompieron fuegos; el Huáscar a 4 mil metros, mientras la Pilcomayo y el Angamos a 7 mil metros, pero luego se acercaron hasta los 5 mil.

Los buques chilenos hicieron 120 disparos y no recibieron daños, pues los tiros de las baterías del Callao tenían alcance máximo de 4500 metros. Las baterías del Callao realizaron 150 disparos y la única baja que tuvieron los peruanos fue un carbonero muerto en 
la lancha Arno a consecuencia de tiro del Huáscar.

## Combate de lanchas del 23 de abril
El 21 de abril se formaron unas nuevas fuerzas sutiles peruanas, constituidas por las lanchas a vapor encargadas de la vigilancia de la bahía.
En la madrugada del 23 de abril, las lanchas torpederas chilenas Guacolda y Janequeo navegaron con la intención de destruir la pirámide flotante que servía a los artilleros peruanos para reglar sus tiros. En el trayecto, a las 4:20 a. m. se encontraron con la lancha peruana Urcos, con la que intercambiaron fuegos. En el combate resultaron heridos un chileno y 5 peruanos, incluyendo al alférez de fragata Domingo Valle Riestra, comandante de la Urcos.

## Bombardeo del 10 de mayo
El 3 de mayo, el Huáscar disparó contra un bote sospechoso que se pensaba era un torpedo que se le dirigía. Dos días después, el transporte artillado Amazonas encontró 2 torpedos flotantes lanzados de la costa con la esperanza de que la corriente los empujara al fondeadero de los chilenos. Uno de ellos fue echado a pique; el otro, remolcado a la isla San Lorenzo, donde hizo explosión. Debido a esto, el contraalmirante Riveros decidió realizar un bombardeo al Callao más serio que el anterior. El bombardeo fue el 10 de mayo entre las 1:35 p. m. y las 3:45 p. m.
El blindado Blanco Encalada y la corbeta O'Higgins atacaron la batería de 1000 libras, el Amazonas, la Pilcomayo y el Angamos el Muelle Dársena, y el Huáscar el norte de la bahía. 
Los buques chilenos realizaron 418 disparos, la tercera parte de ellos por el Huáscar, y no sufrieron daños. Las defensas del Callao realizaron 161 disparos. La corbeta Unión recibió 4 tiros y la Oroya, 5. Fue hundida una lancha de la  Limeña y el bergantín Saucy Jack. Las bajas peruanas fueron 40.         

## Combate del 25 de mayo - Hundimiento de la torpederaJanequeo

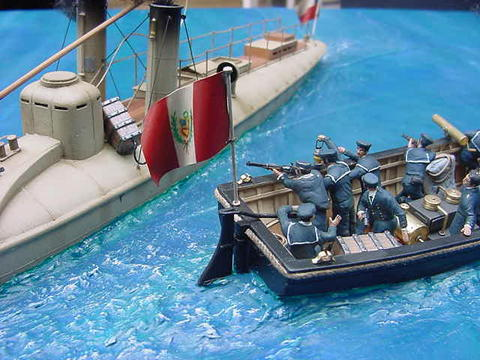
Combate del 25 de mayo entre la torpedera Janequeo (izquierda) contra la lancha Independencia (derecha). Modelo a escala de José Antonio Bedoya

Continuamente se produjeron encuentros entre las lanchas peruanas de las fuerzas sutiles y las lanchas torpederas chilenas. Estos fueron el 11, 14, 19 y 24 de mayo.
En la madrugada del 25 de mayo, las lanchas peruanas Independencia y Resguardo, comandadas por los tenientes 2° José Gálvez (hijo del héroe del dos de mayo) y Julio Benites respectivamente, escoltaban a la lancha Callao, al mando del alférez de fragata Pedro Bernales, en su misión de sembrar 2 torpedos fijos en la bahía.
A la 1:30 a. m., se avistaron las luces de una lancha torpedera chilena. La Independencia, la única lancha peruana de la comisión que estaba artillada, comenzó la contienda disparando cuatro cañonazos sobre la Guacolda, que estaba al mando del teniente 1° Luis Alberto Goñi Simpson. El cañón quedó inutilizado porque saltaron los cáncamos que aseguraban las bragueras. Como la comisión ya había terminado, las otras lanchas empezaron a retirarse a la costa. Se retiró la Guacolda, pero al poco tiempo regresó reforzada con la Janequeo, comandada por el teniente 1° Manuel Señoret. Mientras la Guacolda cortaba la retirada de la Independencia, haciendo un rodeo la Janequeo se acercó para embestir a la Independencia -sin que en medio de la densa neblina pudiera ser vista por la Independencia que se hallaba enfrentada a la Guacolda- pero ni bien estuvo a tiro de fusil fue repelida con la ametralladora de la Independencia, que se trabó y se arruinó. La Independencia logró hacer un tiro más con su cañón, tras lo que se encontró en grave desventaja en medio de dos fuegos. La Janequeo con intenciones de abordarla y capturarla se aproximó más a la Independencia, ante lo cual coordinando en breves segundos el teniente José Gálvez y el practicante de medicina Manuel S. Ugarte (2° al mando) acortaron y prendieron la mecha del torpedo que llevaba a bordo y el corpulento Ugarte la mantuvo en peso. Cuando la Janequeo embistió a la Independencia por la aleta de babor, quedó atracada al costado, aprovechando Ugarte para lanzar con sus brazos el torpedo sobre la cubierta enemiga al tiempo que -para evitar la posibilidad de que los chilenos cortaran o apagaran la mecha- Gálvez, quien esperaba listo, disparó 2 tiros con su carabina Winchester sobre el torpedo, y lo hicieron volar. La explosión resultante destrozó tanto la cubierta del Janequeo como la popa de la Independencia, matando e hiriendo a todos los que ahí se encontraban y provocando el hundimiento de la lancha peruana. Los chilenos de la Janequeo consiguieron accionar un torpedos de botalón Mc Evoy, pero a una distancia inadecuada y no tuvo relevancia en el hundimiento de la Independencia. La lancha torpedera Janequeo llegó al costado de una chata, donde, pese al aislamiento de sus compartimientos, se terminó de hundir tras salvarse sus tripulantes.
El Jefe de Ronda peruano, el teniente Alejandro Roldán, zarpó al segundo tiroteo con las lanchas Urcos y Arno, disparando esta última sobre la Guacolda en su retirada.
Luego de pasado el desconcierto, la chilena Guacolda capturó a Gálvez junto con otros 6 náufragos peruanos, quienes fueron llevados al blindado Blanco Encalada; otros 6 se salvaron por su propia cuenta y murieron el guardiamarina San Martín, el timonel francés Gauden y el practicante de medicina Ugarte. Las bajas chilenas fueron 2 fogoneros muertos y un herido. El contraalmirante chileno Riveros decidió enviar a Gálvez a tierra para que se repusiera de sus heridas y lo entregó a las autoridades del Callao. El cadáver de Ugarte fue recuperado el 31 de mayo y el gobierno peruano le rindió honores de general de brigada en su entierro. Sus restos reposan en la Cripta de los Héroes de la Guerra del Pacífico, en el Museo Cementerio Presbítero Maestro.

## Combates del 27 y 29 de mayo
Desde el 26 de mayo, los peruanos intentaron reflotar la torpedera chilena Janequeo. El contraalmirante chileno Galvarino Riveros decidió impedir esto.
El 27 de mayo, las lanchas peruanas Lima, Arno y Urcos, fueron enviadas a reconocer a la Janequeo. El blindado chileno Huáscar, al mando del capitán de fragata Carlos Condell se acercó a las baterías del norte y a las 10:45 a. m., estas abrieron fuego contra el Huáscar, siendo reforzado por el transporte artillado Angamos y retirándose a las 11:30 a. m., pero media hora después, el Angamos continuó con el bombardeo. Un tiro de la batería Junín de 300 libras impactó en el Huáscar y le desmontó un cañón.
El 29 de mayo al amanecer, se trabó un combate entre las lanchas peruanas Tocopilla y Callao contra la torpedera chilena Guacolda, cuando las primeras estaban en comisión de reflotar la torpedera Janequeo. Luego se unieron al combate las lanchas peruanas Arno, Lima y Urcos. Cuando la torpedera chilena huía, se acercó la cañonera chilena Pilcomayo que con sus disparos hizo retroceder a las lanchas peruanas. También se unió al combate la batería Elías Aguirre y a las 7 a. m. entraron en acción el Huáscar y el Angamos. A las 9 a. m. salió de su fondeadero el monitor Atahualpa y los buques chilenos se retiraron. En este combate, los chilenos hundieron a los pontones N.º 2 y Tumbes.
El contraalmirante chileno Riveros ordenó a sus buzos colocar un torpedo a la Janequeo para hacer volar su casco y no lo pudieran reflotar, haciéndolo en la noche del 8 de junio. El blindado Huáscar protegía a la Guacolda y a un bote de remos. Un buzo colocó un torpedo eléctrico de 100 libras sobre la quilla de la Janequeo. Aun así, los peruanos continuaron sus trabajos de reflotar la Janequeo y el 6 de agosto rescataron uno de sus cañones, pero abandonaron los trabajos el 9 de septiembre.
La lancha Lima pudo reflotar el pontón N.º 2 el 28 de junio.

## Bloqueo de Ancón y Chancay

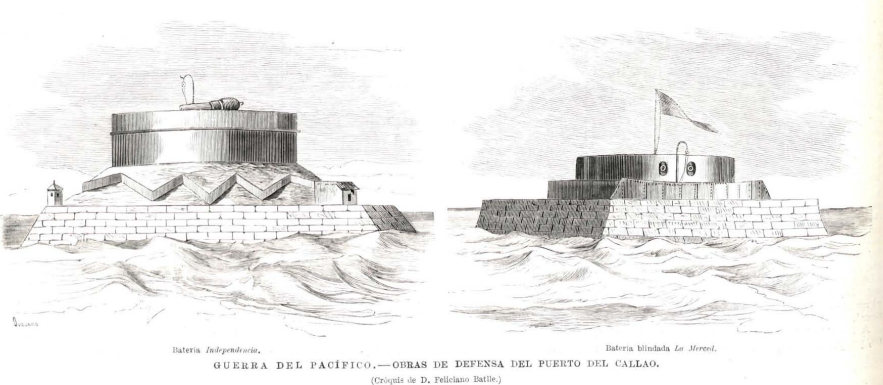
Baterías del Callao en 1879 según un grabado de La Ilustración Española y Americana del primer año de la guerra.

Se decidió ampliar el bloqueo a las caletas cercanas. El 11 de junio se estableció el bloqueo de Ancón por la O'Higgins y la Amazonas, que se alternaban en el bloqueo, y la Pilcomayo en Chancay. El objetivo era impedir el tráfico del ferrocarril. La Pilcomayo disparó el 23 de junio cuatro tiros sobre una recua de mulas, sin causar el menor daño. El 1 de julio igual número de disparos y la misma impunidad. El 3 de julio 25 tiros y ninguna avería. El 4 de julio se hizo fuego a la playa con ametralladora, pero con resultado negativo. El 14 de julio 11 tiros sobre el cerro de Peralvillo sin causar daño.  
El 22 de junio llegó al Callao el transporte artillado Loa, que conducía 510 heridos peruanos de las batallas Alto de la Alianza y Arica, que después de desembarcarlos, se unió al bloqueo. El 29 de junio también llegó al Callao la lancha torpedera chilena Fresia, que reemplazaba a la hundida Janequeo.
El capitán de fragata peruano Leopoldo Sánchez dirigía un grupo de torpedistas, en donde estaba el ingeniero Manuel Cuadros, creador de las minas destinadas a hundir buques chilenos. Lograron acondicionar una mina en una lancha cargada de víveres y que fue dejada en la bahía por el alférez de fragata Carlos Bondy. Paralelamente, la Secretaría de Fomento también trabajaba en actividades torpedistas.
El 3 de julio de 1880 se produjo el hundimiento del Loa, por una carga explosiva escondida por los peruanos dentro de una lancha que el comandante del Loa dispuso recogerla en alta mar, falleciendo el comandante y 117 tripulantes del buque chileno durante la explosión.
El 12 de julio se nombró al capitán de fragata peruano Patricio Iriarte como Comandante de las Fuerzas Sutiles.

## Combates y bombardeos de agosto y septiembre
A las 10 p. m. del 22 de agosto, una lancha torpedera chilena empezó a perseguir a la lancha peruana Urcos, que estaba de ronda al mando del alférez de fragata Carlos Rodríguez. Las lanchas Arno y Urcos se replegaron al muelle Dársena, donde la Arno disparó un cañonazo a las 2 lanchas torpederas chilenas que estaban cerca. Un buque chileno disparó al muelle Dársena, siendo respondido por tiros de las baterías ahí ubicadas. La lancha peruana Capitanía llegó tarde al combate. Al amanecer, a las 7 a. m. se acercó el transporte chileno Toltén, al que también le hizo fuego las baterías del Muelle Dársena.
Para vengar el hundimiento del Loa, el contraalmirante Riveros determinó que el transporte Angamos, aprovechando su cañón de largo alcance, bombardeara el Callao. El 30 de agosto, el Angamos hizo 6 tiros, no pudiendo hacer más por la neblina, siendo respondido por 3 del Muelle Dársena; no hubo daños. El 31 de agosto, el Angamos hizo 25 tiros, siendo respondidos por 9 de la Dársena y 3 de la batería "Ayacucho"; el bombardeo causó graves daños en la población y hundió definitivamente al pontón Tumbes.
El 1 de septiembre, el Angamos hizo 19 disparos, uno de los cuales dañó una caldera de la corbeta Unión. El bombardeo terminó porque la lancha Urcos se aceró a dispararle, ante lo cual el Angamos, al mando del capitán Luis Lynch, decidió retirarse por no poder acertarle. La batería de la Dársena hizo 9 tiros, la "2 de Mayo" 3 y la "Ayacucho" 1 tiro, todos quedaron cortos. El teniente 2° Santiago Torrico, comandante de la Urcos, fue felicitado y se le dio el mando de la lancha Lima.
El 3 de septiembre comenzó un nuevo bombardeo del Angamos, pero al quinto tiro salieron a enfrentársele las lanchas Arno, Lima y Urcos, todas al mando del capitán Iriarte y con su insignia en la Lima. Al auxilio del Angamos acudió la corbeta O'Higgins, desatándose un fuerte combate. El Blanco Encalada hizo 4 disparos sobre la batería "2 de Mayo". Durante el combate, la lancha Lima recibió un disparo del Angamos, obligándola a retirarse. Como los buques chilenos ya no disparaban sobre el muelle, las lanchas peruanas se retiraron a sus fondeaderos. Ahí la Lima recibió otro tiro del Angamos que la hundió, muriendo el teniente del ejército Juan Quintana, Jefe de la Estación de Vigías del Arsenal. La Lima fue reflotada el 2 de diciembre y entró a mantenimiento, pero nunca más fue comisionada.

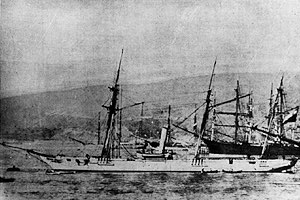
Goleta Covadonga, hundida en Chancay el 13 de septiembre de 1880.

Los peruanos Manuel Cuadros y Constantino Negreiros preparaban con 350 kilogramos de dinamita una mina para hundir a otro buque chileno. Se eligió al teniente 2° Decio Oyague para colocar la mina en Chancay. Toda la operación fue planificada por el capitán Leopoldo Sánchez. Esta vez, era un bote que tenía una carga explosiva en una sobrequilla.
El 13 de septiembre de 1880, frente a Chancay, se produce el hundimiento de la Covadonga, cuando dicho buque estaba izando el bote con la carga explosiva en el puerto que acababa de bombardear y que bloqueaba desde el 1 de septiembre. El hundimiento causó consternación en Chile y se exigió al gobierno tomar represalias contra el Perú.

## Combates de la isla San Lorenzo
La torpedera chilena Guacolda, a comienzos de septiembre de 1880, estaba varada en la isla San Lorenzo por mantenimiento. El capitán peruano Patricio Iriarte, al mando de las lanchas Arno, Callao, Resguardo, Urcos y una falúa a remolque con 80 hombres para desembarco, realizó una excursión a la isla San Lorenzo para destruir la Guacolda.
En la madrugada del 16 de septiembre, la flotilla peruana empezó a desembarcar a sus hombres en la isla San Lorenzo, sorprendiendo a los 30 chilenos que estaban de guarnición en la isla. Hubo intercambio de disparos a las 2:30 a. m. y acudieron la torpedera chilena Fresia y la lancha chilena Princesa Luisa. Inmediatamente, los buques peruanos atacaron al Princesa Luisa y luego se retiraron con toda la fuerza de desembarco.
En la madrugada del 17 de septiembre, una flotilla peruana al mando del capitán de corbeta Juan Salaverry y compuesta por las lanchas Arno, Tocopilla, Urcos y Callao. La comisión era también destruir la Guacolda. A las 12:30 a. m., las lanchas peruanas fueron descubiertas por la lancha chilena Princesa Luisa, que abrió fuego sobre las lanchas peruanas. La lancha torpedera Fresia, al mando del teniente Amengual, atacó con su torpedos de botalón a las peruanas varias veces; cuando embistió a la Urcos y le puso el torpedo en la aleta de babor, este no explosionó y al virar la Urcos, le rompió el botalón. El blindado Blanco Encalada hizo fuego y las lanchas peruanas se retiraron. Varias balas impactaron en el blidnaje de la Fresia pero no la penetraron. En el combate, desapareció el maquinista italiano Pedro Luis Storace, que estaba embarcado en la Urcos.

## Bombardeos de Ancón, Chancay y Chorrillos
Tras el hundimiento de la Covadonga, el gobierno chileno ordenó el 17 de septiembre al contraalmirante Riveros que exigiera la entrega de la corbeta Unión y el transporte Rímac sino bombardearía Ancón, Chancay y Chorrillos. El contraalmirante Riveros elevó a las autoridades peruanas la comunicación el 21 de septiembre, que fue respondida por Nicolás de Piérola a través del capitán de navío Germán Astete en una larga nota que decía: 

"...es de sentir, que teniendo VS al frente y en las mismas aguas a los buques peruanos Unión y Rímac, puede VS venir a tomarlos, si le acomoda..."

El blindado Cochrane, al mando del capitán de navío Juan José Latorre, fue comisionado a bombardear Chorrillos. Al arribar a Chorrillos el 22 de septiembre, fue advertido por el comandante del vapor 
Tolten que el norte del puerto estaba sembrado con torpedos fijos, por lo que bombardeó desde la zona sur, a 3.500 y 4.000 metros, debiendo pasar sus proyectiles por encima del Morro Solar. El bombardeo fue desde las 12:15 p. m. hasta las 4:45 p. m., haciéndose 84 disparos solo 13 de los cuales cayeron en la población sin consecuencia alguna. Como se sabía donde se iba a bombardear, en el Morro Solar se habían instalado 2 cañones Clay de 12 libras, 1 Withworth de 9 libras y en el Barranco de Miraflores, un cañón Armstrong de 70 libras. Se nombró al coronel Ezequiel de Piérola, hermano del Presidente, Jefe de la Plaza de Chorrillos y Barranco. Las baterías peruanas dispararon contra el Cochrane y un tiro impactó en su popa sin ocasionar daños.
El Blanco Encalada bombardeó Ancón el 24 de septiembre y la Pilcomayo, Chancay, ambos sobre la población, pero sin ocasionar incendio alguno como era su propósito.
En octubre, el contraalmirante Riveros viajó a Arica y dejó como Comandante del Bloqueo al capitán Latorre. En noviembre la escuadra chilena fue reforzada por las lanchas torpederas Colo Colo y Tucapel. En diciembre, la Jefatura del Bloqueo del Callao la asumió el capitán de fragata Oscar Viel y Toro, por ser el oficial más antiguo entre los presentes.
El Presidente peruano Nicolás de Piérola le encargó al científico Enrique Guzmán y Valle la fabricación de un torpedo. Guzmán y Valle dispuso de una lancha grande que se hundiera bajo la superficie con lastres. La lancha tenía un tanque de fierro con gran cantidad de pólvora y una máquina de relojería, de tal manera que estallaría a una hora determinada. Pero el brulote no se hundió lo suficiente y a las 5:20 a. m. se lo detectó desde el Cochrane. Inmediatamente, el capitán Latorre, Comandante del Bloqueo, ordenó que el vapor Tolten le disparara hasta hundirlo, pero no le acertó ningún tiro. A las 9:10 a. m., el brulote estalló a la hora determinada, pero lejos de algún buque chileno.
El gobierno peruano apoyó, desde septiembre de 1880, a Federico Blume en el desarrollo de su submarino, el Toro Submarino, el primero de su clase en el Perú, pero no fue nunca comisionado porque no estuvo listo a tiempo. 
También se contrató al nadador estadounidense Paul Boyton para que con una lancha a vapor, se acercara a alguno de los buques chilenos y buceando, colocase un torpedo al buque y escapara en la lancha luego de la explosión, pero el plan tampoco pudo realizase por falta de medios.
A comienzos de diciembre, la artillería del Callao estaban divididas en baterías del sur, del centro, del Muelle Dársena y del norte. Las baterías del sur eran: "2 de Mayo", con 1 cañón Rodman de 1000 lb, 1 cañón Dahlgren de 1000 lb y 2 Blakely de 12 lb; "Santa Rosa", 2 Blakely de 500 lb y 1 Blakely de 18 lb; Torre de "La Merced", 2 Armstrong de 300 lb; "Tarapacá", 1 Vavasseur de 250 lb y un Rodman de 500 lb; "Piérola", 2 Rodman de 500 lb y 2 cañones de ánima lisa de 32 lb; "21 de Diciembre", 6 cañones de ánima lisa de 32 lb, y "Bolognesi", con 2 Rodman de 500 lb. Las baterías del centro eran: Torreón "Manco Cápac", con 2 Vavasseur de 250 lb, y Torreón "Independencia", con 2 Blakely de 500 lb. El Muelle Dársena tenía 2 Rodman de 500 lb. Las baterías del norte eran: "Ayacucho", con 1 Rodman de 500 lb y 1 Blakely de 500 lb; Torre "Junín", 2 Armstrong de 300 lb; "Pacocha", 2 Rodman de 500 lb, y "Arica", con 2 Rodman de 500 lb.

## Combate del 6 de diciembre - Hundimiento de la torpederaFresia
En la madrugada del 6 de diciembre, estaba de guardia en la bahía la lancha torpedera Fresia, al mando del teniente Álvaro Bianchi, junto con sus similares Guacolda y Colo Colo, cuando a las 4:30 a. m. divisaron a la lancha peruana Arno y se acercaron a ella. A las 4:40 a. m., la Guacolda y la Colo Colo abrieron fuego contra la lancha peruana, al mando del teniente 1° Antonio Jimeno, que les respondió y se retiró a las baterías, siendo reforzada rápidamente por la lancha Resguardo. Luego acudieron al combate las lanchas peruanas Urcos y Capitanía.
El combate se generalizó cuando las baterías peruanas abrieron fuego sobre las torpederas chilenas, que empezaron a retirarse. Acudieron en auxilio de las torpederas chilenas la lancha torpedera Tucapel, las lanchas Princesa Luisa y Toro, y el monitor Huáscar. El combate terminó a las 7:15 a. m.
Cuando la Fresia se retiraba a su fondeadero, fue alcanzada por un disparo del cañón de 40 lb del Arno, que le destrozó su popa. La lancha Toro empezó a darle remolque, pero la Fresia se hundió a las 9 a. m. en el fondeadero de los buques chilenos. La Fresia fue reflotada el 14 de diciembre de 1880 y el 24 regresó al servicio.
En el combate, la Fresia tuvo 3 muertos y 1 herido, mientras la Arno, 4 heridos.

## Bombardeos y combates del 9, 10 y 11 de diciembre
El gobierno de Chile dispuso que desde el 9 de diciembre, el transporte Angamos disparara al Callao de 10 a 12 tiros diarios aprovechando su cañón de largo alcance. El Comandante del Bloqueo, capitán Viel, ordenó que la cañonera Pilcomayo acompañara al Angamos y si eran atacados por los buques peruanos, debían retirarse inmediatamente al fondeadero de la escuadra chilena. 
El contraalmirante Riveros, que estaba en Arica, se mostró contrario a estos bombardeos porque consideraba que la posición de los buques peruanos era inexpugnable y que sus contribuiría al descrédito de la Marina. Sumado a las desavenencias que tenía con Vergara, Ministro de Guerra y Marina, en cuanto a la conducción de la campaña naval, hizo que Riveros renunciara al mando de la escuadra, pero se mantuvo en ella hasta 1881.
El 9 de diciembre se inició el bombardeo, acertando el Angamos un tiro en la corbeta Unión, pero sin ocasionar daños. Las baterías "Junín" y "Pacocha" respondieron pero sus disparos quedaron muy cortos.
El 10 también bombardeo el Angamos, sin ocasionar daños. La lancha Arno salió al encuentro del Angamos, pero cuando esta ya se retiraba.
El 11 de diciembre, el Angamos inició un nuevo bombardeo, pero salieron a su encuentro el monitor Atahualpa y las lanchas Arno y Urcos, que le dispararon. Debido a este ataque, se entabló un combate donde participaron los buques chilenos Chacabuco, Huáscar, Pilcomayo, Princesa Luisa, Toro y las torpederas Colo Colo, Tucapel y Guacolda. Sucedió que al sexto tiro del Angamos, voló su cañón de largo alcance, muriendo 2 de sus tripulantes. Los buques chilenos hicieron 96 tiros y los peruanos, 15, además de 5 tiros de las baterías. Fue el último ataque que se hizo al Callao.

## Combate de Ancón
Nicolás de Piérola le dio el mando de la lancha torpedera República al extranjero Esteban Heaton con un acuerdo de pago por cada buque chileno que torpedeara. La República, que no había sido comisionada antes por defectos en su máquina, fue trasladada por ferrocarril a Ancón. 
Heaton con la República intentó un ataque en la madrugada del 3 de enero, pero fue un fracaso. Al amanecer, la lancha torpedera chilena Fresia descubrió la República en Ancón, razón por cual los peruanos vararon su torpedera en la playa. 
Al amanecer del 4 de enero, las embarcaciones chilenas Toltén y Fresia dispararon sobre la lancha República, retirándose después.  La pequeña guarnición del puerto, al mando del teniente 1° Arístides de la Haza, capitán del puerto, respondió con tiros de sus rifles. De la Haza ordenó barrenar y volar la lancha. Los buques chilenos fueron reforzados con la llegada del O'Higgins, que reinició el bombardeo al puerto a las 3:45 p. m. Algunos tiros cayeron en casas e iniciaron un incendio en el puerto.
Al amanecer del 5, el Toltén y la Princesa Luisa atacaron Ancón, pero la neblina obligó suspender el bombardeo hasta las 11 a. m. Cuando se reinició el bombardeo, fue contestado por fuego de una batería rodante llegada desde Miraflores al mando del capitán de fragata Leandro Mariátegui. Los buques chilenos se retiraron cuando juzgaron que la torpedera peruana había recibido el suficiente daño. En esta ocasión se declararon 2 incendios en las casas del puerto que fueron prontamente extinguido.

## Fin del bloqueo y auto hundimiento de la Escuadra peruana
Tras la batallas de San Juan y Miraflores, ocurridas el 13 y 15 de enero de 1881 respectivamente, el secretario de Marina, capitán de navío Manuel Villar Olivera, ordenó destruir las baterías de costa y los buques de la escuadra la noche del 16 de enero. Los capitanes de navío Germán Astete y Manuel Villavicencio se encargaron de esa labor en la madrugada del 17 de enero. Dentro de los navíos hundidos por sus tripulantes estaban el monitor Atahualpa y el  Victoria, la corbeta Unión, los transportes de vapor Rímac, Talismán, Chalaco, Oroya y Limeña, los buques de entrenamiento Apurimac y Loa, así como el primer submarino peruano Toro Submarino.
El contraalmirante chileno Riveros señaló en un largo testimonio lo siguiente:

[...] a las 4 a. m. se notó en ese puerto que se declaraba incendio en todos los buques enemigos resguardados en la Dársena y momentos después, principió a sentirse una serie de explosiones que duró todo el día y parte del siguiente y producidas por el incendio de los polvorines de los fuertes y por las cargas de pólvora y dinamita con que el enemigo trataba de reventar sus cañones.

Las fuerzas sutiles también se hundieron con la escuadra peruana, la lancha Capitanía intentó escapar al norte, pero fue capturada y sus tripulantes —entre los que estaban el comandante general de la Marina, capitán de navío José María García, y el mayor general del Departamento, capitán de navío Emilio Díaz Seminario— fueron hechos prisioneros. La lancha Arno logró escapar hasta Chancay, pero no se supo más de ella.
Debido a la falta de personal, no se pudo inutilizar todas las baterías. Los cañones de gran calibre que no fueron destruidos o al menos enterrados bajo tierra fueron llevados a Chile en los meses siguientes.